# 2122 Pyatiletka
2122 Pyatiletka eller 1971 XB är en asteroid i huvudbältet som upptäcktes den 14 december 1971 av den ryska astronomen Tamara Smirnova vid Krims astrofysiska observatorium på Krim. Den har fått sitt namn efter Sovjetunionens femårsplaner på Krim.
Asteroiden har en diameter på ungefär 11 kilometer.